# Carallia
Carallia is een geslacht van kleine tot middelgrote bomen uit de familie van de Rhizophoraceae. De soorten komen voor in Madagaskar, tropisch Azië en Noord-Australië, waar ze groeien in laaglandregenwouden, moerassen en op heuvels met een hoogtebereik van zeeniveau tot op 2000 meter.

## Enkele soorten
- Carallia borneensis Oliv.
- Carallia brachiata (Lour.) Merr.
- Carallia calycina Benth.
- Carallia coriifolia Ridl.
- Carallia diplopetala Hand.-Mazz.
- Carallia euryoides Ridley